# Defender (yacht)
Pour les articles homonymes, voir Defender.
Le yacht Defender était, lors de la coupe de l'America 1895, le defender américain opposé au challenger britannique Valkyrie III du Royal Yacht Squadron de Cowes.

## Construction

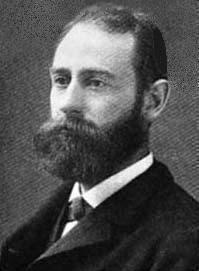
L'architecte naval Nathanael Herreshoff

Les plans de Defender ont été dessinés par l’architecte américain Nathanael Herreshoff en 1895 sur commande de William Kissam Vanderbilt, Edwin Dennison Morgan et Charles Oliver Iselin. La construction a été réalisée par les chantiers Nathanael Herreshoff Company. Il était, après le Vigilant, le deuxième defender dessiné par Herreshoff à remporter la coupe.
Il est doté d'une structure entièrement en métal : acier, aluminium et bronze.

## Carrière
Barré par Henry C. Haff, il remporta les régates de qualification contre l'ancien defender Vigilant. Il remporta ensuite la compétition face au challenger britannique Valkyrie III. 
Après la compétition, il fut remorqué à Nouvelle-Rochelle où il ne navigua pas pendant 4 ans. Il fut remis en activité pour les qualifications de la coupe de l'America 1899 face au Columbia.
Il fut détruit en 1901.